# Embajador colombiano en México

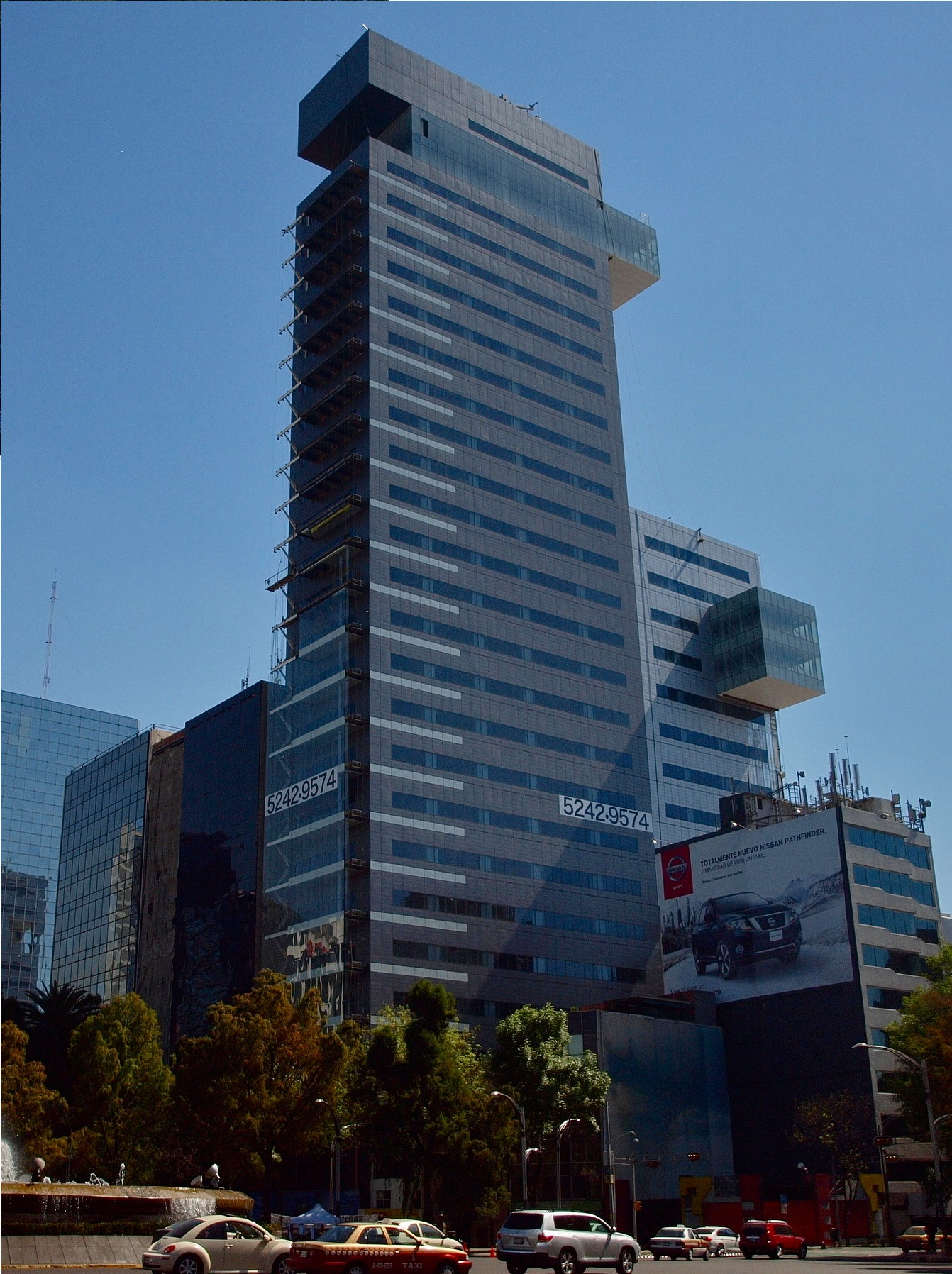
Reforma 412 Ciudad de México.

El Embajador de Colombia en México es el máximo representante legal del Gobierno de Colombia en los Estados Unidos Mexicanos. Nombrado en Gabinete de Colombia, dirige el trabajo de todas las oficinas que dependen de la Embajada, con sede en la Ciudad de México. 
Asimismo, informa al Gobierno de Colombia sobre la evolución de los acontecimientos en México, negocia en nombre de Colombia, puede firmar o ratificar convenios, observa el desarrollo de las relaciones bilaterales en todos los campos y se asegura de la protección de los intereses españoles y de sus ciudadanos en los Estados Unidos Mexicanos. 
El actual embajador es Álvaro Ninco, quien fue nombrado por el Anexo:Gabinete de Gustavo Petro el 30 de agosto de 2022.

### Gran Colombia
El 10 de octubre de 1821, Simón Bolívar Presidente de Gran Colombia reconoció como el primer gobierno la independencia del gobierno mexicano del gobierno de España, cuando extendió un mensaje a la nación recién independizada, estableciendo así relaciones diplomáticas entre ambas naciones.
En 1822, el Emperador Agustín de Iturbide nombró un embajador a la Gran Colombia y en 1826 México tenía un viceconsulado en Cartagena de Indias.
El 15 de julio de 1826, los cuarto participantes, México, Centroamérica, la Gran Colombia y el Perú, firmaron el Tratado de Unión, Liga y Confederación Perpetua, destingado a proteger su soberanía e independencia de cualquier forma de dominio extranjero.
El tratado debía ser ratificado e intercambiado en un plazo de ocho meses en Tacubaya, México. Aunque los delegados de la Gran Colombia y Centroamérica llegaron a la cita, la asamblea no se reunió porque el Congreso mexicano no ratificó los acuerdos y porque los representante colombianos centroamericanos discrepaban en torno al significado de varios puntos del tratado.
Dichos representantes regresaron a casa en diciembre de 1827.
En 1828, el presidente Bolívar violó el Tratado de Unión, Liga  Confederación Perpetua de 1824 entre México y la Gran Colombia al buscar unilateralmente una armisticio con España, las tensiones entre México y Colombia se dispararon.
Los nacionalistas reaccionaron con furia ante lo que consideraban una violación de la letra y el espíritu del tratado entre las dos naciones americananas.
Cuando el ministro colombiano Santamaría se sintió compelido a renuncia, la nación sudamericana expulsó al encargado 
mexicano, José Anastasio Torrens. Las dos repúblicas no suspendieron relaciones.

### República de la Nueva Granada
En 1831, República de la Nueva Granada y México establecieron embajadas residentes en sus respectivas capitales.
Durante el período de 1831 a 1853, los gobiernos de la República de la Nueva Granada no designaron un enviado a México. Las relaciones diplomáticas fueron explotadas a través de agentes consulares colombianos en México

## Lista de embajadores
- 1897: Lorenzo Marroquín[2]
- 1923  Luis Felipe Angulo[3]
- 1924: Carlos Cuervo Márquez[4]
- 1929  Fabio Lozano Torrijos
- 1932  Fabio Lozano y Lozano[5]

- 1938	Alejandro Galvis Galvis
- 1941   Carlos Casabianca Cónsul General de Colombia en México
- 1942	Jorge Zalamea
- 1945	Carlos Echeverri Cortés
- 1947	Luis Eduardo Nieto Caballero
- 1951	Domingo Sarasty
- 1961   Vicente Huertas y Félix J Luévano, Cónsul General de Colombia en México
- 1962	Carlos Arango Vélez
- 1965   Félix J. Liévano Cónsul General de Colombia en México
- 1966   Efraím Rojas Pinzón Cónsul General de Colombia en México
- 1976	Álvaro Uribe Rueda
- 1981	Ignacio Umaña de Brigard
- 1984	Julio César Sánchez García
- 1993	Alberto Casas Santamaría
- 1994   Ramiro Osorio
- 1996	Gustavo de Greiff Restrepo
- 1998	Diego Pardo Koppel
- 2005	Luis Guillermo Giraldo
- 2011	José Gabriel Ortiz
- 2011   Julio Aníbal Riaño Velandia encargado de negocios
- 2015	Patricia Eugenia Cárdenas Santa María
- 2021	Ángela Ospina de Nicholls
- 2023	Álvaro Ninco[6]